# Золотой якорь
Золотой якорь (англ. Golden Anchor) — награда, присуждаемая в ВМС США кораблям и подразделениям, достигшим наибольших успехов в деле закрепления квалифицированных кадров. Критерием награждения является процент матросов и старшин, продливших контракт.
Награда вручается командующими флотами и командованиями. Условия соревнования различны в разных флотах и командованиях, различно количество присуждаемых наград и группы кораблей и частей, внутри которых проводятся соревнования. Например, в Тихоокеанском флоте США соревнования проводятся в следующих группах:
- авианосцы (1 награда);
- другие крупные корабли (1 награда);
- средние корабли (3 награды);
- малые корабли (1 награда);
- боеготовые авиаэскадрильи (2 награды);
- многоцелевые подводные лодки (1 награда);
- подводные лодки с баллистическими ракетами (1 награда);
- береговые части и подразделения (большие, средние и малые — по 1 награде);
- строительные батальоны (1 награда);
- экспедиционные части морской пехоты (1 награда);
- медицинские части (1 награда);
- прочие части (эскадрильи второй линии, корабли разведки и т. д. — 1 награда).

Период проведения соревнований — 1 финансовый год (с 1 октября по 30 сентября). Победитель получает переходящий вымпел и право выкрасить якорь золотой краской.

## Известные обладатели награды
30 декабря 2009 года «Золотой якорь» третий год подряд вручался авианосцу CVN-65 «Энтерпрайз». В 2009 году 438 моряков авианосца продолжили службу после окончания очередного контракта и получили за это 7 млн долларов бонусов.
На лучших (по результатам соревнования) кораблях остаются служить на следующий срок свыше 50% матросов и старшин первого срока службы, свыше 60% – второго срока и свыше 80% – со стажем от 10 до 16 лет.

## Галерея
- Барышня красит якорь авианосца CVN-74 «Джон Стеннис»
- Грунтовка якоря авианосца CVN-65 «Энтерпрайз» перед покраской в золотой цвет
- Золотой якорь крейсера CG-68 «Анцио»
- Золотой якорь крейсера CG-70 «Лейк Эри»[англ.]
- Золотые якоря авианосца CVN-76 «Рональд Рейган»
- Покраска якоря авианосца CVN-76 «Рональд Рейган»
- Покраска якоря авианосца CV-63 «Китти-Хок»
- Золотой якорь крейсера CG-70 «Лейк Эри»[англ.]